# Tōseiha
Tōseiha ou Facção do Controle (統制派, Tōseiha) foi uma facção política no Exército Imperial Japonês ativa nos anos 1920 e nos anos 1930.

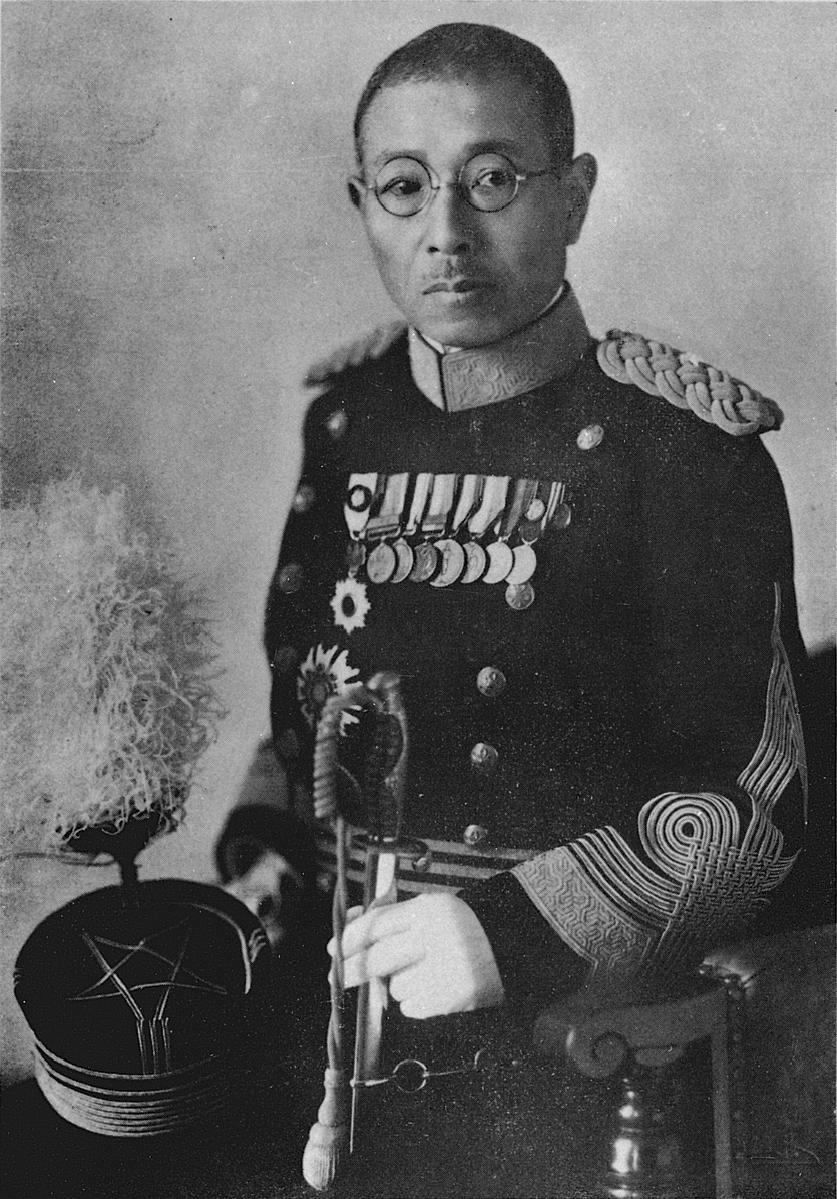
O tenente-general Tetsuzan Nagata, líder da facção Tōseiha.

Liderada pelo Major General Tetsuzan Nagata, juntamente com Hideki Tojo, o Tōseiha foi um agrupamento de oficiais unidos principalmente por sua oposição à facção Kōdōha liderada pelo General Sadao Araki e Jinzaburō Masaki. O termo "Tōseiha" era pejorativo e foi criado e usado apenas pelos membros do Kōdōha e simpatizantes.